# Połączenie kołkowe

Połączenie kołkowe

Połączenie kołkowe – rodzaj połączenia rozłącznego spoczynkowego.
Służy do ustalania wzajemnego położenia dwóch lub więcej elementów. Kołek może mieć kształt stożkowy, walcowy, gładki lub karbowany.
Jeżeli kołek jest nieobciążony, nie są wymagane żadne obliczenia wytrzymałościowe. Jeśli złącze pracuje pod obciążeniem, wytrzymałość kołka oblicza się uwzględniając kryterium maksymalnego dopuszczalnego nacisku powierzchniowego kn, na zginanie kg (kołki pasowane luźno) lub na ścinanie kc (pasowane ciasno).